# Gran Premio del Brasile 1978
Il Gran Premio del Brasile 1978 è stata la seconda prova della stagione 1978 del Campionato mondiale di Formula 1. Si è corsa domenica 29 gennaio 1978 sul Circuito di Jacarepaguá, vicino a Rio de Janeiro, davanti a oltre 65.000 spettatori.
La gara è stata vinta dall'argentino Carlos Reutemann, su Ferrari: per il vincitore si trattò del sesto successo nel mondiale, mentre per il fornitore di pneumatici Michelin si trattò della prima vittoria in Formula 1. Reutemann ha preceduto sul traguardo il brasiliano Emerson Fittipaldi su Fittipaldi e l'austriaco Niki Lauda su Brabham-Alfa Romeo.

## Vigilia

### Organizzazione dell'evento
L'evento fu organizzato dalla Confederação Brasileira de Automobilismo. Per l'occasione il Gran Premio si svolse per la prima volta sul Circuito di Jacarepaguá, inaugurato l'anno prima. Fin dalla prima giornata i pareri dei piloti sul nuovo tracciato furono discordanti: Villeneuve l'apprezzava, anche se reputava difficile effettuare dei sorpassi, mentre Mario Andretti la paragonò a un kartodromo per lo scarso piacere di guida.
Approfittando della corsa Parmalat, MOMO e Abril organizzarono degli eventi di contorno per promuovere il proprio marchio e i propri prodotti.

### Sviluppi futuri
Il 24 gennaio venne sciolta positivamente la riserva sulla permanenza del Gran Premio del Sudafrica in calendario, grazie all'arrivo di nuovi sponsor.

### Aspetti tecnici
Il Gran Premio vide l'esordio della Arrows nel mondiale di Formula 1 col modello FA1, costruito in appena 55 giorni. La Wolf, invece, riutilizzò nuovamente la WR1, mentre la Lotus sperimentò sulla vettura di Ronnie Peterson un nuovo tipo di cambio a sei marce.
Tra gli altri team, le uniche novità di rilievo furono portate dalla Brabham: le vetture del team inglese soffrivano di problemi di raffreddamento, ragion per cui la squadra decise di montare su entrambe le monoposto un radiatore supplementare. Per permettere ai piloti di soffrire meno il caldo vennero poi installate delle prese d'aria all'interno dell'abitacolo. Anche la McLaren, per combattere l'arsura, tentò l'installazione di un rudimentale impianto di condizionamento, che si rese però inutile per le temperature elevatissime che facevano sciogliere il ghiaccio, posto in un serbatoio, trasformandolo in acqua calda.
La Michelin, infine, portò un nuovo tipo di pneumatico, l'S9, che in Argentina non era stato utilizzato per paura che fosse troppo fragile e non resistesse ad una gara intera. La Goodyear, per rispondere alle gomme proposte dal concorrente francese, fornì ai propri team due nuove tipologie di mescola, più morbide.

### Aspetti sportivi
L'Arrows, sorta da una scissione nel gruppo dirigente della Shadow, affidò la sua unica monoposto presente a Riccardo Patrese, che nel 1977 era stato fatto correre dalla stessa Shadow. Inizialmente con Patrese avrebbe dovuto correre anche Gunnar Nilsson, ma lo svedese era ancora convalescente per un'operazione.

## Prove libere

### Resoconto

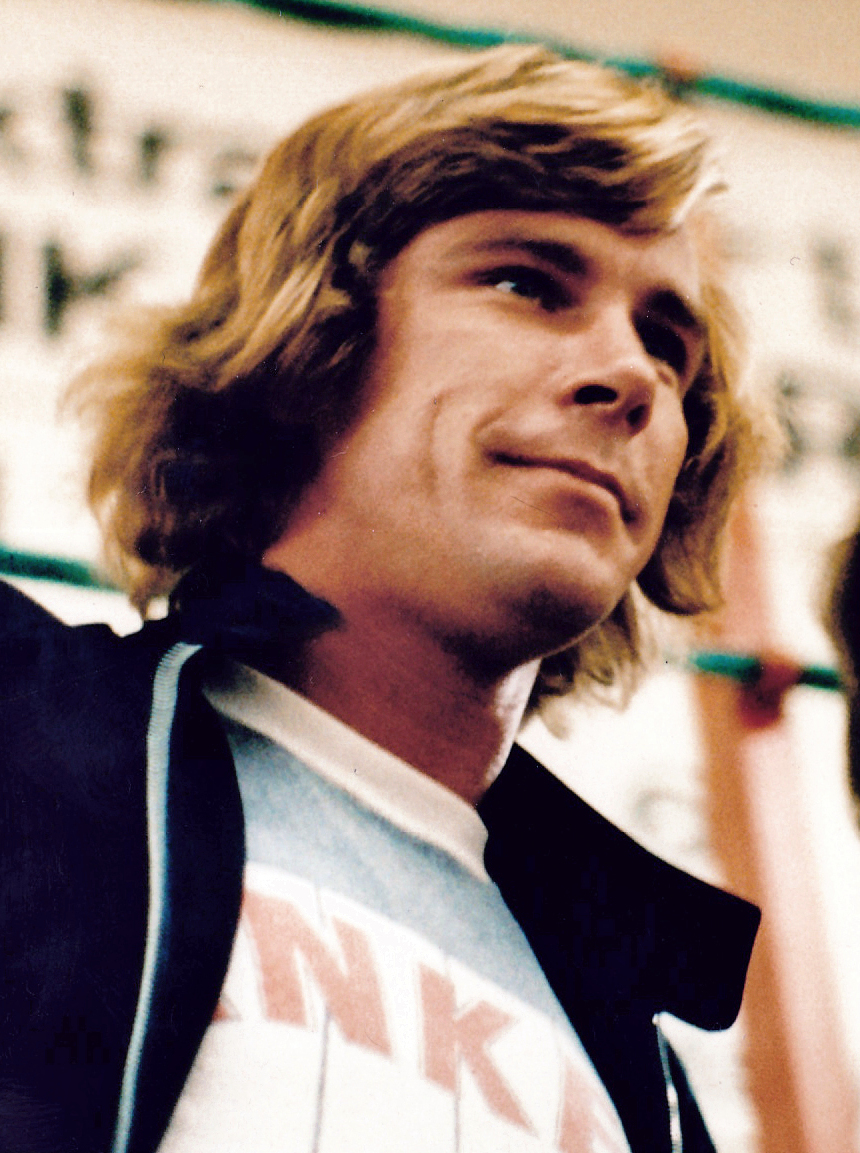
James Hunt, qui fotografato nel 1977, fu il più veloce durante entrambe le sessioni di prove libere.

Nelle prove libere del giovedì, caratterizzate da un forte caldo, il miglior tempo venne fatto segnare da James Hunt su McLaren, in 1'42"55, che precedette i due piloti della Scuderia Ferrari, Carlos Reutemann e Gilles Villeneuve. Più in difficoltà le Lotus e le Brabham, arrivate sul tracciato senza che fossero state effettuate le regolazioni, procedura in cui i piloti delle due scuderie persero molto tempo. Mario Andretti, infatti, non andò oltre la settima posizione, preceduto da Rebaque e Ronnie Peterson.
Al sabato, nella seconda sessione di libere, Hunt confermò di essere il più veloce, girando in 1'41"34, staccando Andretti di oltre tre decimi. Più in difficoltà Reutemann, protagonista di due fuori pista. Molto più delicata la situazione in casa Brabham con Lauda che fece cambiare alla squadra l'alettone anteriore, giudicandolo pericoloso e inefficace. Stesse perplessità avanzò pure Watson, il quale rifiutò anche di partecipare alle seconde libere a causa di un potente raffreddore.

### Risultati
Nella sessione del giovedì, si ebbe la seguente situazione:
| Pos | Pilota            | Costruttore           | Tempo   |
| --- | ----------------- | --------------------- | ------- |
| 1   | James Hunt        | McLaren-Ford Cosworth | 1'42"55 |
| 2   | Carlos Reutemann  | Ferrari               | 1'42"58 |
| 3   | Gilles Villeneuve | Ferrari               | 1'43"35 |

Nella sessione del sabato, si ebbe la seguente situazione:
| Pos | Pilota            | Costruttore           | Tempo   |
| --- | ----------------- | --------------------- | ------- |
| 1   | James Hunt        | McLaren-Ford Cosworth | 1'41"34 |
| 2   | Mario Andretti    | Lotus-Ford Cosworth   | 1'41"61 |
| 3   | Gilles Villeneuve | Ferrari               | 1'41"74 |

## Qualifiche

### Resoconto

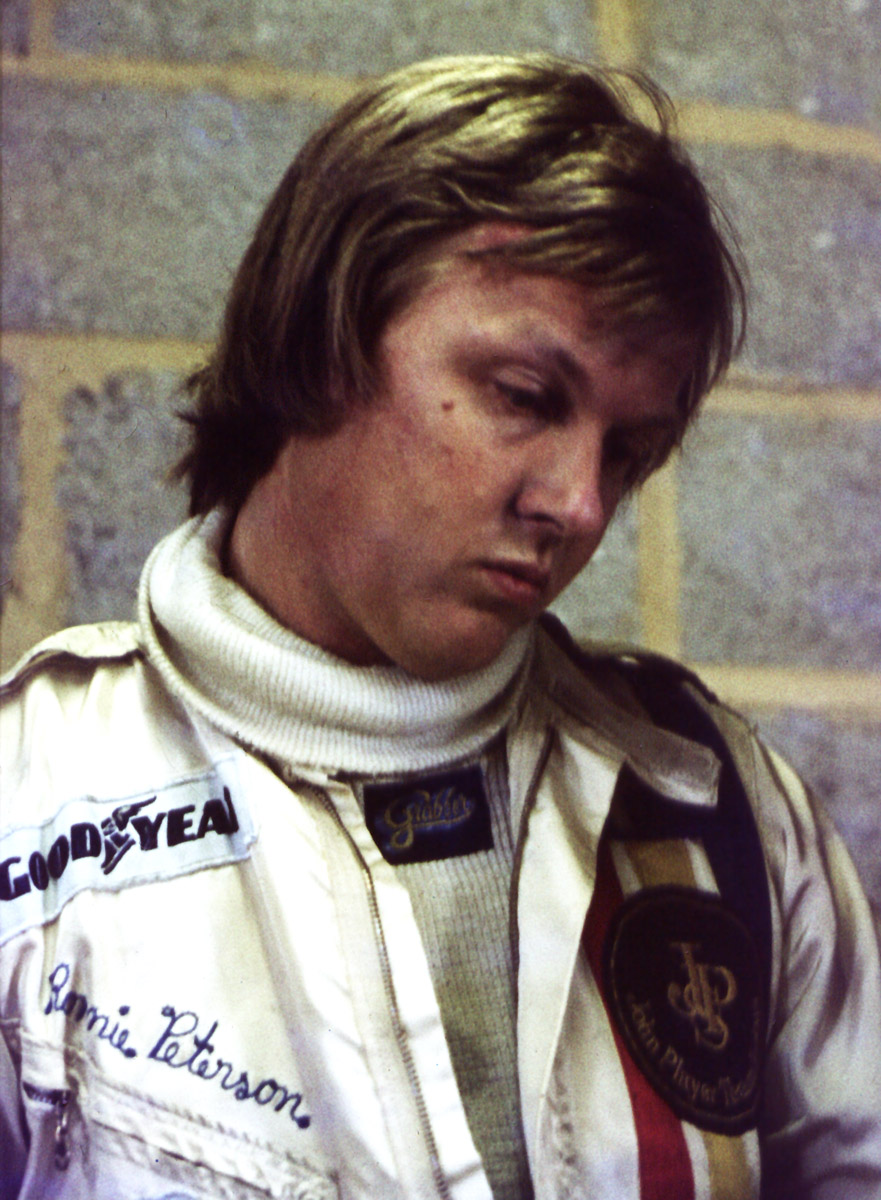
Ronnie Peterson, autore della pole position nella giornata di sabato.

Nella prima giornata di prove ufficiali, articolata su due sessioni (una mattutina e una al pomeriggio), i migliori tempi in entrambe le manche furono ottenuti da Mario Andretti, su Lotus, che chiuse la giornata con il tempo di 1'41"14; l'italoamericano precedette Hunt, che invece era stato il più rapido delle libere del giovedì, di poco più di un decimo. Terzo fu, a sorpresa, Emerson Fittipaldi, che precedette i piloti della Ferrari. Più indietro le Brabham, che scontavano problemi di aerodinamica. La Lotus desistì nel continuare a provare il nuovo cambio sulla vettura di Peterson, dopo che lo svedese era stato costretto ai box per buona parte della prima sessione di prove. Non appena quest'ultimo ebbe la possibilità di scendere in pista centrò il sesto tempo. Molto in difficoltà si trovò, invece, la Ligier con Laffite che ruppe un motore, mentre Pironi non in grado di trovare un assetto valido alla sua Tyrrell. Anche Merzario fu a lungo costretto ai box per la rottura di una leva del cambio, che, di fatto, gli impedì di segnare tempi accettabili.
La seconda giornata di prove vide una grande battaglia per la conquista della pole position. Nella seconda sessione Ronnie Peterson fu il primo a far segnare 1'41" netto, battuto poi da Carlos Reutemann, con 1'40"65, a sua volta battuto, alla mezz'ora dall'inizio della sessione, da Mario Andretti. James Hunt fu capace poi negli ultimi minuti di battere il tempo di Andretti, prima di essere preceduto a sua volta, nuovamente da Peterson, negli ultimi momenti della sessione. Lo svedese conquistò così la dodicesima partenza al palo nel mondiale, ma pur dichiarondosi soddisfatto, ammise che avrebbe potuto ottenere un tempo ancora migliore se non si fosse trovato nel traffico nei minuti finali. Non si ripeté ad alti livelli Emerson Fittipaldi, che fu penalizzato dalla rottura di un semiasse, ma nonostante ciò partì dalla settima posizione in griglia, preceduto da Tambay e Villeneuve. Dietro di lui si piazzarono Alan Jones e Hans-Joachim Stuck. Solo decimo Niki Lauda, mentre il suo compagno di squadra John Watson, febbricitante, partecipò solo agli ultimi minuti della seconda sessione, utilizzando la vettura dell'austriaco, nel tentativo, poi raggiunto, di non mancare la qualificazione. L'Arrows, invece, dovette far provare Patrese a serbatoio pieno, per consentire al motore di non spegnersi, a causa di un guasto all'impianto di alimentazione.
Non si qualificarono Merzario, che aveva lo stesso tempo di Keegan, ultimo tra gli ammessi alla corsa, Eddie Cheever, Vittorio Brambilla e Divina Galica.

### Risultati
Nella sessione di qualifica si è avuta questa situazione:
| Pos                     | Nº | Pilota             | Costruttore              | Tempo   | Griglia |
| ----------------------- | -- | ------------------ | ------------------------ | ------- | ------- |
| 1                       | 6  | Ronnie Peterson    | Lotus-Ford Cosworth      | 1'40"45 | 1       |
| 2                       | 7  | James Hunt         | McLaren-Ford Cosworth    | 1'40"53 | 2       |
| 3                       | 5  | Mario Andretti     | Lotus-Ford Cosworth      | 1'40"62 | 5       |
| 4                       | 11 | Carlos Reutemann   | Ferrari                  | 1'40"73 | 4       |
| 5                       | 8  | Patrick Tambay     | McLaren-Ford Cosworth    | 1'40"94 | 5       |
| 6                       | 12 | Gilles Villeneuve  | Ferrari                  | 1'40"97 | 6       |
| 7                       | 14 | Emerson Fittipaldi | Fittipaldi-Ford Cosworth | 1'41"50 | 7       |
| 8                       | 27 | Alan Jones         | Williams-Ford Cosworth   | 1'41"87 | 8       |
| 9                       | 16 | Hans-Joachim Stuck | Shadow-Ford Cosworth     | 1'42"07 | 9       |
| 10                      | 1  | Niki Lauda         | Brabham-Alfa Romeo       | 1'42"08 | 10      |
| 11                      | 4  | Patrick Depailler  | Tyrrell-Ford Cosworth    | 1'42"10 | 11      |
| 12                      | 20 | Jody Scheckter     | Wolf-Ford Cosworth       | 1'42"11 | 12      |
| 13                      | 30 | Brett Lunger       | McLaren-Ford Cosworth    | 1'42"65 | 13      |
| 14                      | 26 | Jacques Laffite    | Ligier-Matra             | 1'42"71 | 14      |
| 15                      | 17 | Clay Regazzoni     | Shadow-Ford Cosworth     | 1'42"80 | 15      |
| 16                      | 10 | Jean-Pierre Jarier | ATS-Ford Cosworth        | 1'42"91 | NP      |
| 17                      | 23 | Lamberto Leoni     | Ensign-Ford Cosworth     | 1'43"19 | NP      |
| 18                      | 36 | Riccardo Patrese   | Arrows-Ford Cosworth     | 1'43"19 | 18      |
| 19                      | 3  | Didier Pironi      | Tyrrell-Ford Cosworth    | 1'43"55 | 19      |
| 20                      | 9  | Jochen Mass        | ATS-Ford Cosworth        | 1'43"74 | 20      |
| 21                      | 2  | John Watson        | Brabham-Alfa Romeo       | 1'43"75 | 21      |
| 22                      | 25 | Héctor Rebaque     | Lotus-Ford Cosworth      | 1'43"86 | 22      |
| 23                      | 22 | Danny Ongais       | Ensign-Ford Cosworth     | 1'43"94 | 23      |
| 24                      | 18 | Rupert Keegan      | Surtees-Ford Cosworth    | 1'44"20 | 24      |
| Vetture non qualificate |    |                    |                          |         |         |
| NQ                      | 37 | Arturo Merzario    | Merzario-Ford Cosworth   | 1'44"20 | NQ      |
| NQ                      | 32 | Eddie Cheever      | Theodore-Ford Cosworth   | 1'44"28 | NQ      |
| NQ                      | 19 | Vittorio Brambilla | Surtees-Ford Cosworth    | 1'44"66 | NQ      |
| NQ                      | 24 | Divina Galica      | Hesketh-Ford Cosworth    | 1'46"79 | NQ      |

## Warm-up

### Resoconto
Nella mezzora di prove della domenica mattina i più veloci furono i piloti della Ferrari Carlos Reutemann e Gilles Villeneuve, i quali provarono in assetto da gara, staccando nettamente gli avversari. I due montarono, infatti, le coperture S9 fornite dalla Michelin, che garantivano prestazioni più performanti rispetto ai normali treni di gomme.
La sessione fu caratterizzata da un incidente occorso a Jacques Laffite, che distrusse la sua vettura e venne costretto a prendere il via con il muletto. Non fu in grado di prendere parte alla gara Jean-Pierre Jarier, in quanto cedette la sua monoposto a Jochen Mass. Sull'ATS del tedesco vi era una perdita di carburante dai serbatoi. Proprio dal 1978 era stata imposta la regola che impediva ripescaggi tra i non qualificati nel caso una vettura non avesse preso il via.

### Risultati
Nella sessione si ebbe la seguente situazione:
| Pos | Pilota            | Costruttore           | Tempo   |
| --- | ----------------- | --------------------- | ------- |
| 1   | Carlos Reutemann  | Ferrari               | 1'41"97 |
| 2   | Gilles Villeneuve | Ferrari               | 1'42"86 |
| 3   | James Hunt        | McLaren-Ford Cosworth | 1'43"01 |

## Gara

### Resoconto

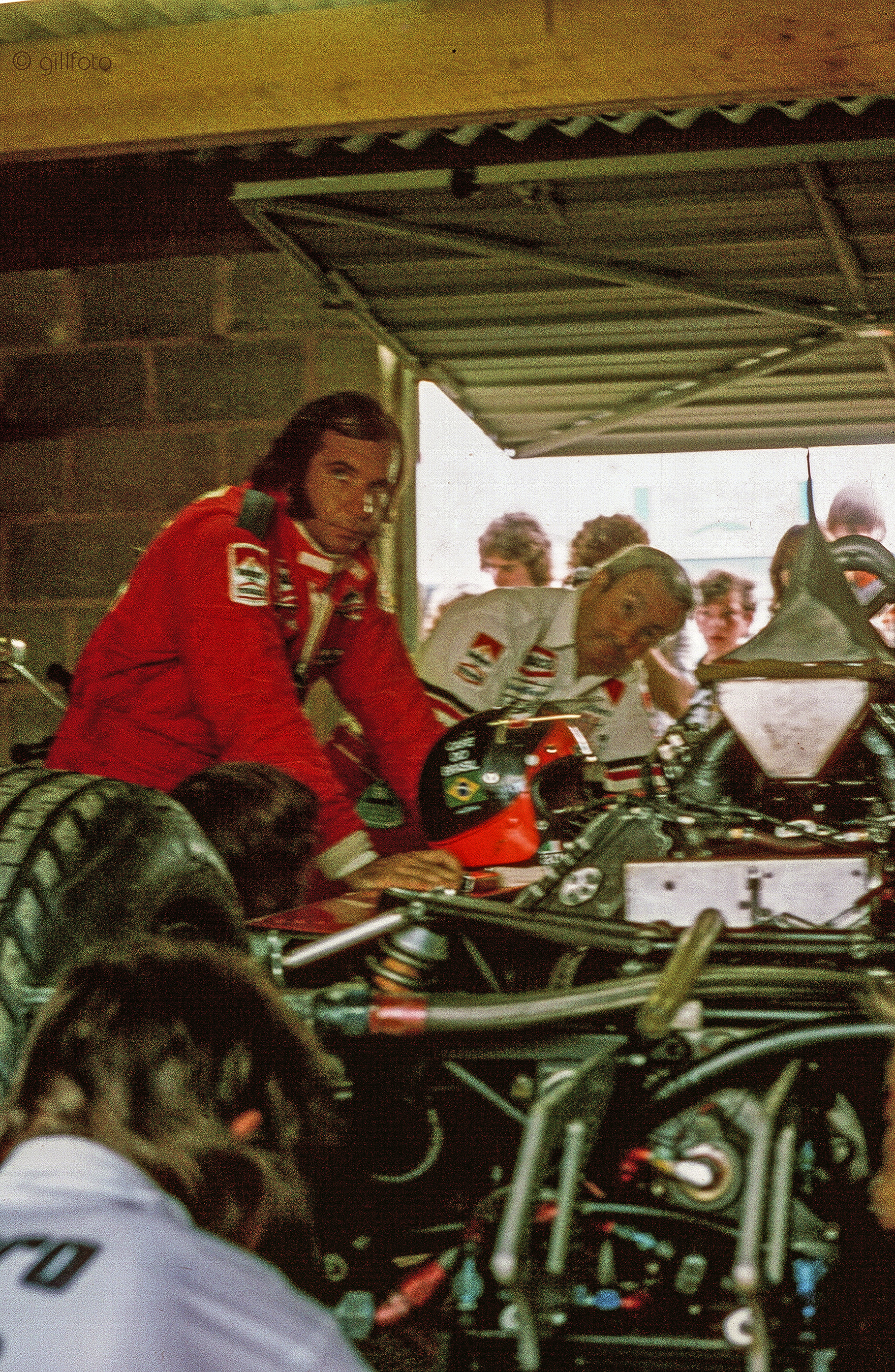
Emerson Fittipaldi, qui fotografato all'inizio degli anni '70, ottenne il secondo posto in gara, risultato che non raggiungeva dal Gran Premio degli Stati Uniti 1975.

Poco prima della partenza Emerson Fittipaldi fu costretto a cambiare la sua vettura per correre con il muletto a seguito di un guasto al motorino d'avviamento. Lamberto Leoni, invece, non poté prendere parte alla gara per la rottura del semiasse durante il giro di formazione.
Al via, Carlos Reutemann fu il più veloce e conquistò subito la vetta della corsa, distanziando già alla prima curva Ronnie Peterson, partito male. Seguivano James Hunt, Mario Andretti, Emerson Fittipaldi, Patrick Tambay e Gilles Villeneuve. Nel corso del secondo giro Hunt passò Peterson, così come Villeneuve prese la sesta piazza ai danni di Tambay. Reutemann impresse subito un ritmo troppo veloce per gli avversari e riuscì a scavare un buon margine di vantaggio. Intanto, nelle retrovie, John Watson, in duello con Patrese, si toccò con quest'ultimo; pur riuscendo a ripartire, si trovava all'ultimo posto.
Andretti fu protagonista di una bella rimonta che lo portò prima (quinto giro) a passare il suo compagno di scuderia Peterson, poi anche Hunt, all'ottavo passaggio, ponendosi così al secondo posto. Sempre al quinto giro Villeneuve passò Emerson Fittipaldi, ma fu ripassato dal brasiliano poco dopo. Dopo otto tornate, dietro a Reutemann, la classifica vedeva perciò Mario Andretti, Hunt, Peterson, Fittipaldi, Villeneuve e Hans-Joachim Stuck. La gara di Hunt venne però penalizzata da una gomma deteriorata, tanto che il pilota della McLaren fu costretto a una sosta ai box, che lo fece scendere in diciottesima posizione.
Al dodicesimo giro Reutemann conduceva con diciotto secondi di vantaggio nei confronti di Andretti, che lo seguiva. Nel frattempo Fittipaldi passò Peterson, entrando sul podio virtuale della gara. Anche Villeneuve si avvicinò allo svedese, ma i due collidero al quindicesimo giro. Sul lungo rettilineo davanti alle tribune il ferrarista cercò di passare il pilota della Lotus all'interno, ma allungando entrambi la staccata, non poterono evitare il contatto. Finirono entrambi nella sabbia, pur riuscendo a ripartire, ma vennero costretti entrambi ai box. Nell'incidente finì coinvolto Jody Scheckter e anch'egli dovette fare un pit-stop. Poco dopo Peterson dovette ritirarsi per la rottura della sospensione posteriore, imitato alcuni giri più tardi da Scheckter. Questi avvenimenti consentirono a Lauda e Tambay di rientrare nella zona punti.
Al venticinquesimo giro l'austriaco passò Stuck, in difficoltà con gli pneumatici, che, nel giro di breve, fu costretto al ritiro per un guasto all'alimentazione. Ora la gara, sempre guidata da Reutemann, vedeva secondo Andretti, terzo Fittipaldi, poi Lauda, Tambay, Regazzoni, Pironi e Laffite. Tambay venne poi costretto all'abbandono, per testacoda, dopo 34 passaggi.
Per molti giri le posizioni di vertice rimasero immutate, fino agli ultimi giri, quando Mario Andretti fu vittima di un problema al cambio. Il pilota italoamericano fu prima passato da Fittipaldi, poi da Lauda.
Carlos Reutemann vinse per la sesta volta nel mondiale, portando a sua volta al primo successo nel mondo dei Gran Premi una vettura gommata Michelin. Il secondo posto della Copersucar di Emerson Fittipaldi fu il miglior risultato per la scuderia brasiliana nel mondiale di Formula 1, oltre che il suo primo podio. Terzo fu Lauda, seguito da Andretti, Regazzoni e Pironi che, col sesto posto ottenuto, conquistò i suoi primi punti iridati.

### Risultati
I risultati del gran premio furono i seguenti:
| Pos | No | Pilota             | Costruttore              | Giri | Tempo/Ritiro                                    | Pos. Griglia | Punti |
| --- | -- | ------------------ | ------------------------ | ---- | ----------------------------------------------- | ------------ | ----- |
| 1   | 11 | Carlos Reutemann   | Ferrari                  | 63   | 1h49'59"86                                      | 4            | 9     |
| 2   | 14 | Emerson Fittipaldi | Fittipaldi-Ford Cosworth | 63   | + 49"13                                         | 7            | 6     |
| 3   | 1  | Niki Lauda         | Brabham-Alfa Romeo       | 63   | + 57"02                                         | 10           | 4     |
| 4   | 5  | Mario Andretti     | Lotus-Ford Cosworth      | 63   | + 1'33"12                                       | 3            | 3     |
| 5   | 17 | Clay Regazzoni     | Shadow-Ford Cosworth     | 62   | + 1 giro                                        | 15           | 2     |
| 6   | 3  | Didier Pironi      | Tyrrell-Ford Cosworth    | 62   | + 1 giro                                        | 19           | 1     |
| 7   | 9  | Jochen Mass        | ATS-Ford Cosworth        | 62   | + 1 giro                                        | 20           |       |
| 8   | 2  | John Watson        | Brabham-Alfa Romeo       | 61   | + 2 giri                                        | 21           |       |
| 9   | 26 | Jacques Laffite    | Ligier-Matra             | 61   | + 2 giri                                        | 14           |       |
| 10  | 36 | Riccardo Patrese   | Arrows-Ford Cosworth     | 59   | + 4 giri                                        | 18           |       |
| 11  | 27 | Alan Jones         | Williams-Ford Cosworth   | 58   | + 5 giri                                        | 8            |       |
| Rit | 25 | Héctor Rebaque     | Lotus-Ford Cosworth      | 40   | Problemi fisici                                 | 22           |       |
| Rit | 12 | Gilles Villeneuve  | Ferrari                  | 35   | Testacoda                                       | 6            |       |
| Rit | 8  | Patrick Tambay     | McLaren-Ford Cosworth    | 34   | Testacoda                                       | 5            |       |
| Rit | 7  | James Hunt         | McLaren-Ford Cosworth    | 25   | Testacoda                                       | 2            |       |
| Rit | 16 | Hans-Joachim Stuck | Shadow-Ford Cosworth     | 25   | Alimentazione                                   | 9            |       |
| Rit | 20 | Jody Scheckter     | Wolf-Ford Cosworth       | 16   | Collisione con R.Peterson e G.Villeneuve        | 12           |       |
| Rit | 6  | Ronnie Peterson    | Lotus-Ford Cosworth      | 15   | Collisione con G.Villeneuve e J.Scheckter       | 1            |       |
| Rit | 22 | Danny Ongais       | Ensign-Ford Cosworth     | 13   | Freni                                           | 23           |       |
| Rit | 30 | Brett Lunger       | McLaren-Ford Cosworth    | 11   | Surriscaldamento                                | 13           |       |
| Rit | 4  | Patrick Depailler  | Tyrrell-Ford Cosworth    | 8    | Incidente                                       | 11           |       |
| Rit | 18 | Rupert Keegan      | Surtees-Ford Cosworth    | 5    | Incidente                                       | 24           |       |
| Rit | 23 | Lamberto Leoni     | Ensign-Ford Cosworth     | 0    | Trasmissione                                    | 17           |       |
| NP  | 10 | Jean-Pierre Jarier | ATS-Ford Cosworth        |      | Vettura utilizzata dal suo compagno di scuderia | 16           |       |
| NQ  | 37 | Arturo Merzario    | Merzario-Ford Cosworth   |      |                                                 |              |       |
| NQ  | 32 | Eddie Cheever      | Theodore-Ford Cosworth   |      |                                                 |              |       |
| NQ  | 19 | Vittorio Brambilla | Surtees-Ford Cosworth    |      |                                                 |              |       |
| NQ  | 24 | Divina Galica      | Hesketh-Ford Cosworth    |      |                                                 |              |       |

## Dopo gara
Nelle interviste del dopo gara, Reutemann si dimostrò soddisfatto per la prestazione ottenuta, anche se ammise di aver avuto la fortuna di ritrovarsi già davanti a tutti alla prima curva e di aver poi gestito la corsa. Andretti, secondo per un lungo tratto di gara, dichiarò che la Ferrari era nettamente più performante e che non sarebbe mai riuscito a superare l'argentino, anche a causa di un cambio del tipo di pneumatico prima della partenza che aveva compromesso l'assetto della sua vettura. L'italo americano, inoltre, dal secondo giro, non poteva più bere acqua dalla bottiglia che aveva nell'abitacolo visto che aveva perso il tubetto che la collegava all'interno del casco. Analogo problema ebbe anche Fittipaldi, ma il brasiliano era molto più appagato del risultato ottenuto. Pure Lauda era soddisfatto, nonostante problemi aerodinamici causati dalla perdita di un pezzo della Shadow di Hans-Joachim Stuck che si era conficcato nel suo alettone posteriore.
Tra gli altri, Peterson e Villeneuve polemizzarono tra loro accusandosi a vicenda di aver provocato l'incidente che, nei fatti, li aveva messi fuori dai giochi. Chi uscì molto provato dalla tappa brasiliana fu, invece, Patrick Tambay: il francese affermò di aver perso quasi sette chili durante il Gran Premio. In difficoltà e insoddisfatti pure Hunt, penalizzato da una grande usura delle gomme anteriori, e Alan Jones, vittima di diversi problemi tecnici.
Al termine della corsa, poi, Fittipaldi venne multato di 1.500 dollari per avere picchiato un commissario lungo la linea di partenza perché questi si era opposto allo spostamento da parte dei meccanici della vettura nei box.

## Classifiche

### Piloti
| Pos. | Pilota             | Punti |
| ---- | ------------------ | ----- |
| 1    | Mario Andretti     | 12    |
| 2    | Niki Lauda         | 10    |
| 3    | Carlos Reutemann   | 9     |
| 4    | Emerson Fittipaldi | 6     |
| 5    | Patrick Depailler  | 4     |
| 6    | James Hunt         | 3     |
| 7    | Clay Regazzoni     | 2     |
| =    | Ronnie Peterson    | 2     |
| 9    | Didier Pironi      | 1     |
| =    | Patrick Tambay     | 1     |

### Costruttori
| Pos. | Team                     | Punti |
| ---- | ------------------------ | ----- |
| 1    | Lotus-Ford Cosworth      | 12    |
| 2    | Brabham-Alfa Romeo       | 10    |
| 3    | Ferrari                  | 9     |
| 4    | Fittipaldi-Ford Cosworth | 6     |
| 5    | Tyrrell-Ford Cosworth    | 5     |
| 6    | McLaren-Ford Cosworth    | 3     |
| 7    | Shadow-Ford Cosworth     | 2     |